# Festival international du livre gabonais et des arts
Le Festival international du livre gabonais et des arts (Filiga) est une manifestation artistique et littéraire internationale gabonaise organisée depuis 2022 à Libreville.

## Présentation
Le Festival international du livre gabonais et des arts (Filiga) est créé par un collectif d’écrivains membres de l’Union des écrivains gabonais (UDEG). Son objectif est de célébrer la culture tout en positionnant le livre et les arts comme des outils d'émancipation intellectuelle, particulièrement auprès de la jeunesse gabonaise. Organisé par l’association culturelle Filiga, présidée par Rosny Le Sage Souaga, le festival vise à encourager la réflexion et l'engagement citoyen à travers la littérature et les arts,.
La première édition du Filiga se tient à Libreville du 25 au 27 mai 2022, avec pour thème « La contribution du livre à l’éveil citoyen de la jeunesse ». Depuis, chaque édition explore un sujet spécifique, comme « Littérature et écologie : écrire la nature à l’aune des bouleversements climatiques » en 2023, et « Face à l’histoire, réécrire et vivre son époque » en 2024,.
Le festival se déroule sur plusieurs sites emblématiques de Libreville, tels que l’Institut Français, le Musée national des Arts, Rites et Traditions du Gabon et l’Institut Erudit. Il attire chaque année des participants venus d'une dizaine de pays africains et francophones. Sa programmation comporte des activités telles que des conférences, des lectures, des dédicaces, des cafés littéraires, des ateliers de formation et une exposition de livres.

## Récompenses décernées
Plusieurs récompenses sont décernées durant le Filiga pour honorer des contributions exceptionnelles dans les domaines de la littérature et des arts. 
Lors de la première édition en 2022, le Prix Feliga d'honneur est attribué à l'écrivaine gabonaise Bessora, tandis que le prix Filiga de l’engagement littéraire africain est remis au tchadien Attié Djoud Djar-Nalby,.
En 2023, le prix de l’Ambassadeur du festival est décerné au journaliste, écrivain et promoteur de livres Sosthène Mbernodji. Zenaba Dinguest est couronnée lauréate du Prix Filiga de la nouvelle, et Tafsir Ndické Dièye remporte le prix du livre africain Filiga,. La Sénégalaise Fatou Yelly Faye Wardini reçoit le prix ambassadeur Filiga.
En 2024, la slameuse gabonaise Symphonie est honorée par le prix Filiga des arts africains, tandis que la journaliste, présentatrice et écrivaine guinéenne Kadiatou Kaba reçoit le prix du Meilleur promoteur littéraire. Le prix du Filiga Poésie est attribué à Attié Djouid Djar-Alnabi, et trois prix des ambassadeurs Filiga ont sont remis à Djerane Enock, Samandare Banda et Samafou Digoulou.